# Листье
Ли́стье — село в Пучежском районе Ивановской области России. Входит в состав Сеготского сельского поселения.

## География
Село расположено на возвышенности, окружённой покатостями, в 5 км на запад от центра поселения, села Сеготь, и в 21 км на северо-запад от районного центра, города Пучеж. Находится в 5 верстах от старого Юрьевецко-Нижегородского почтового тракта. Через окрестности села протекают речки Ожгулиха и Безымянный. Высота центра села над уровнем моря — 143 м.
Согласно местному преданию, зафиксированному в XIX веке, название села происходит от большого количества обитавших в окрестных лесах лисиц. Однако автор историко-статистического описания 1887 года, священник Алексей Скворцов, считал эту версию маловероятной и предполагал, что топоним «Листье» является производным от слова «лесистый», поскольку ранее село было окружено густыми лесами.

## История

### Ранняя история
Первые документальные упоминания приходской церкви в селе относятся к 1740 году. На тот момент в Листье уже существовала деревянная Воскресенская церковь с приделом в честь святителя Тихона Амафунтского. Согласно церковным документам, она была «холодная, крытая тесом». Точная дата её постройки и имя строителя неизвестны. Местное предание также сохранило сведения о столбе, найденном при копании земли для фундамента тёплой церкви в 1794 году, на котором якобы было обозначено, что церковь в Листье существует более 300 лет; впрочем, документальных подтверждений этому не найдено.
1 сентября 1740 года по указу Московской синодальной канцелярии был составлен приговор о постройке в приходе зимней тёплой деревянной церкви во имя Архангела Михаила. Таким образом, к концу XVIII века в селе действовали две отдельные деревянные церкви.

### Строительство каменных храмов
Со временем деревянные храмы обветшали. В 1793 году, по разрешению епархиального начальства, на средства прихожан была построена и освящена каменная тёплая церковь, также с главным престолом в честь Архангела Михаила.
Старая деревянная Воскресенская церковь была разобрана. 23 декабря 1808 года священник Фёдор Иванов с прихожанами получил благословенную грамоту от епископа Костромского и Галичского Евгения на строительство на её месте нового каменного холодного храма с тем же посвящением — в честь Воскресения Христова. Церковь строилась на средства прихожан и была освящена в 1815 году. Одновременно с ней была возведена и каменная колокольня.

### XIX — начало XX века
В XIX — первой четверти XX века село входило в состав Дьяконовской волости Юрьевецкого уезда Костромской губернии, с 1918 года — Иваново-Вознесенской губернии.
В 1885 году в селе была основана церковно-приходская школа.
С 1929 года село входило в состав Дынинского сельсовета Пучежского района Ивановской области, с 1954 года — в составе Петровского сельсовета, с 2005 года — в составе Сеготского сельского поселения.

## Архитектура храмового комплекса
К концу XIX века храмовый комплекс в Листье состоял из двух каменных церквей (тёплой Архангельской и холодной Воскресенской) и колокольни, обнесённых единой оградой. Оба храма были построены на средства прихожан.
Воскресенская церковь (1815) имела в плане форму креста, образованного основной частью, алтарём и двумя приделами. С западной стороны к ней примыкала продолговатая трапезная. Храм венчала одна глава. Внутреннее пространство было украшено настенной живописью на евангельские сюжеты и орнаментами. Иконостас был резной, с позолоченными карнизами.
Архангельская церковь (1793) примыкала к Воскресенскому храму с юго-восточной стороны. Была увенчана одной главой.
Колокольня (1815) имела шестиугольное основание и три яруса. Первый и второй ярусы были трёхъярусной кладки, с 32 слуховыми окнами для усиления звука колоколов. Восьмигранный купол венчал шпиль с позолоченным крестом. Крыши обоих храмов и колокольни были покрыты железом и выкрашены в зелёный цвет.

## Население
| 1872 | 1897 | 1907 | 2002 | 2010 |
| ---- | ---- | ---- | ---- | ---- |
| 10   | ↗70  | ↘67  | ↘22  | ↘17  |

## Инфраструктура
В селе имеются дом культуры и Петровский фельдшерско-акушерский пункт.

## Достопримечательности
В настоящее время в селе сохранились в полуразрушенном состоянии каменная церковь Михаила Архангела (1793) и колокольня церкви Воскресения Христова (1815). Оба объекта являются недействующими.